# 钙代谢

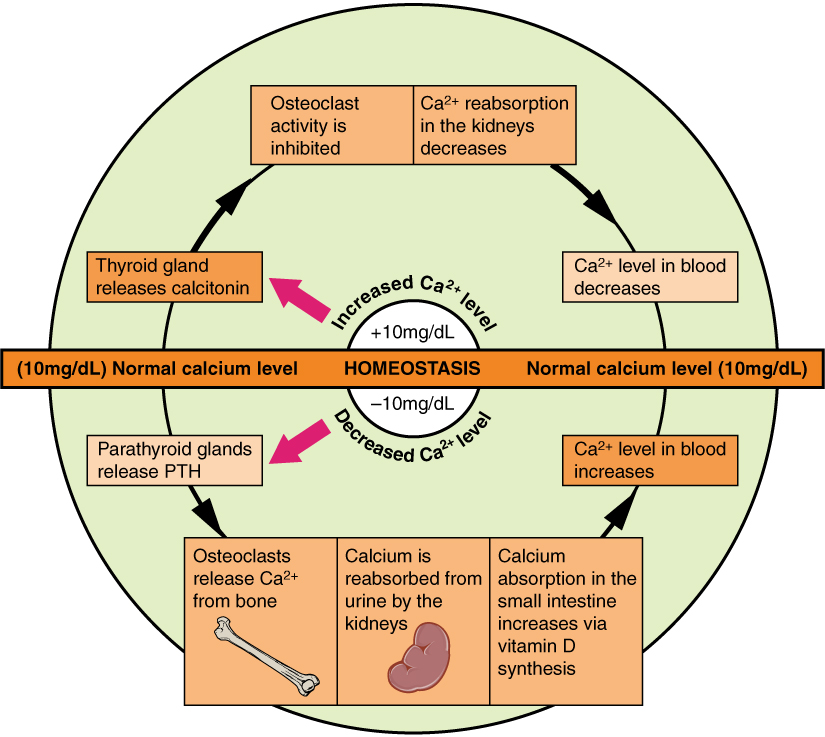
人體透過兩種途徑來調節鈣的平衡；一種是當血鈣水準降至正常值以下時，訊號會啟動；另一種是當血鈣水準升高時，訊號會啟動。

鈣代謝是指鈣離子 (Ca2+) 在人體向內 (經由消化道) 和向外 (經由消化道和腎臟) 的移動和調節，以及在人體各區間 (血漿、細胞外液和細胞內液、以及骨骼) 的移動和調節。骨骼是鈣的儲存中心，透過持續的骨骼重塑，將血液所需的鈣存入或取出。:276–277
鈣代謝的一個重要方面是血漿鈣体内稳态，即在狹窄的範圍內調節血漿中的鈣離子。 血漿中的鈣濃度是由副甲狀腺素 (PTH) 和降鈣素這兩種荷爾蒙所調節。當血漿中的鈣濃度低於正常範圍時，副甲狀腺的主細胞(Chief cell)會釋放 PTH，以提高血漿中的鈣濃度；當血漿中的鈣濃度高於正常範圍時，甲狀腺的濾泡旁細胞會釋放降鈣素，以降低血漿中的鈣濃度。

## 體內各區間含量
鈣是人體中含量最豐富的礦物質。 一般成人體內總共含有約1公斤的鈣，99%以磷酸鈣鹽的形式存在於骨骼中。 細胞外液 (ECF) 含有約22 mmol的鈣，其中約9 mmol存在於血漿中。 在二十四小時內，約有10 mmol的鈣在骨骼與細胞外液之間進行交換。

## 排泄

### 腸道
大部分過量鈣的排泄是透過膽汁和糞便進行的，因為血漿骨化三醇水平（最終取決於血漿鈣水平）調節從腸道內容物中重新吸收多少膽汁鈣。

### 腎臟
尿液中鈣的排泄量正常約為5毫摩爾（200毫克）/天。與經由糞便排出的量（15 mmol/天）相比，這個量較少。

## 失調
低鈣血症（低血鈣）和高血鈣（高血鈣）都是嚴重的內科疾病。骨質疏鬆症、骨质软化、及佝僂病是與鈣代謝失調及維生素D影響有關的骨骼疾病。腎性骨病是與鈣代謝有關的慢性肾脏病的後果。
鈣含量充足的飲食可減少隨著年齡增長 (停經後) 骨骼中鈣的流失。飲食中鈣質攝取不足可能是晚年骨質疏鬆症發病的風險因素；而飲食中持續攝取足夠的鈣質可降低骨質疏鬆症的風險。

## 研究
鈣在降低大腸直腸癌發生率方面可能發揮的作用已成為許多研究的主題。然而，鑑於其療效不大，目前醫學界還沒有建議使用鈣質來減少癌症。

## 外部鏈接
- （英文）Calcium at Lab Tests Online
- （英文）Nosek, Thomas M. . .[]